# Pseudaphaenops tauricus
Pseudaphaenops tauricus is een keversoort uit de familie loopkevers (Carabidae). De wetenschappelijke naam van de soort is voor het eerst geldig gepubliceerd in 1912 door Winkler, 191.